# Derbi Terra
La Derbi Terra è una motocicletta di tipo enduro stradale prodotta dalla casa motociclistica spagnola Derbi dal 2007 al 2013.
Dal 2018 il modello viene prodotto in Cina dalla joint venture Zongshen Piaggio Foshan e venduto a marchio Aprilia nei mercati asiatici ribattezzato Aprilia Terra.
In Europa la Terra “cinese” viene importata dal 2019 dal gruppo austriaco KSR e venduta con il nome Malaguti Dune.

## Storia

### Debutto
Presentata ad EICMA 2006, la Terra 125 è una piccola enduro sviluppata per il pubblico giovanile e proposta unicamente con un propulsore monocilindrico 125 cc 4T bialbero, sviluppato da Piaggio. Poco dopo il debutto venne premiata dalla Motorcycle Design Association nella categoria “Motocicletta 125 più bella del 2006”.
La motocicletta entra in produzione nella primavera del 2007 e viene posta in vendita nei principali mercati europei dall’estate dello stesso anno.
Nella primavera del 2008 viene presentata la Terra 125 Adventure, versione con caratterizzazione off-road con protezioni e pneumatici tassellati che affianca la Terra “standard”.

### Uscita di produzione
La Terra non ha avuto grande successo e a causa delle basse vendite di tutta la gamma Derbi la produzione sia della Terra 125 che della Terra 125 Adventure termina nel marzo 2013 in seguito alla chiusura della storica fabbrica di Martorelles.

### Ritorno in produzione in Cina
Nel 2018 la Terra ritorna in produzione in Cina a marchio Aprilia per il mercato locale e asiatico attraverso la joint venture Zongshen Piaggio Foshan.
Il modello venduto come Aprilia Terra è disponibile con motori quattro tempi 150 e 250, anche questi ultimi prodotti in Cina. Il gruppo Piaggio infatti utilizza il marchio Aprilia nei mercati asiatici (essendo molto conosciuto) per commercializzare una ampia gamma di motocicli rivisti per le esigenze locali.
Dal fine 2019 inoltre il gruppo austriaco KSR, proprietario del marchio Malaguti, stringe un accordo con la Zongshen Piaggio per importare sul mercato europeo le Aprilia Terra fabbricate in Cina ribattezzandole Malaguti Dune. Il motore delle Malaguti Dune è il vecchio 125 che montava il modello Derbi ma fabbricato anch’esso in Cina ed omologato Euro 4.

## Terra 125
Derivata dalla meccanica della Derbi Senda, la Terra 125 ha dimensioni compatte con una lunghezza di 2,120 metri e un passo di 1,440 metri, ha un telaio tubolare in acciaio, con forcella telescopica Paioli con steli da 37 mm e un forcellone a sezione variabile. Monta uno pneumatico anteriore 110/90 R 18” con freno a disco da 280 mm e uno pneumatico posteriore 130/80 R 17” con freno a disco da 218 mm. Il peso a secco è di 117 kg. La sella biposto ha un’altezza da terra di 815 mm.
Il motore 125 prodotto da Piaggio è raffreddato a liquido, è un monocilindrico quattro tempi e quattro valvole ed eroga 11 kW (15 CV) a 9.250 giri/min ed è omologato Euro 3. La trasmissione è a sei marce. La velocità massima dichiarata è di 110 km/h.

## Terra 125 Adventure
La versione Adventure viene prodotta dalla primavera 2008 e posta in vendita dal mese di giugno. È un modello con una maggior vocazione off-road e si distingue per il design del frontale specifico con cupolino di maggiori dimensioni e parafango montato sulla ruota anteriore, pneumatico tassellato anteriore 90/90 da 21”, forcella anteriore Kayaba da 41 mm con 175 mm di escursione, freno a disco anteriore maggiorato da 300 mm, comandi a pedale in alluminio forgiato e protezioni per fanale e motore.
La lunghezza è di 2,17 metri, il passo di 1,454 metri. La sella è alta 861 mm da terra e il peso a secco è di 121 kg.
Il motore è lo stesso 125 Piaggio raffreddato a liquido della Terra “standard”. La velocità massima è di 110 km/h.